# ميخائيل ديكسون
ميخائيل ديكسون (بالإنجليزية: Michael Dickson) هو لاعب كرة قدم أمريكية أسترالي، ولد في 4 يناير 1997 في سيدني في أستراليا.

## وصلات خارجية
- ميخائيل ديكسون على موقع مرجع كرة القدم المحترفة.كوم (الإنجليزية)